# Atlas (tour)
Pour les articles homonymes, voir Atlas.
Atlas est une tour d'habitation construite dans le quartier Vuosaari d'Helsinki en Finlande.

## Description
Atlas est une tour de 120 mètres de haut située du côté sud-est du centre commercial Columbus, juste à côté de la station de métro Vuosaari. 
Le bâtiment, classé gratte-ciel, devrait être achevé à l'automne 2024. 
Atlas comptera un total de 33 étages et 288 appartements en location.
Le dernier étage est réservé aux espaces communs des résidents.
Du côté est de la tour Atlas, la Tour Hyperion dont la construction s'est achevée à l'été 2023. 
Les façades des deux bâtiments sont en béton teinté faceal avec un ton bronze métallique, qui a été réalisé savec des motifs graphiques. Le revêtement métallique est utilisé comme effet.
Il y a déjà une tour à Vuosaari, la tour Cirrus, qui mesure près de 90 mètres de haut. 
On dit qu'Atlas et Hyperion équilibrent le profil du quartier.